# Ching Yung Cheng
Ching Yung Cheng, född 1918, död 2012, var en kinesisk botaniker som specialiserade sig på benvedsväxter i Kina.
Auktorsnamnet C.Y.Cheng kan användas för Ching Yung Cheng i samband med ett vetenskapligt namn inom botaniken; se Wikipediaartiklar som länkar till auktorsnamnet.